# Stadion Krimeja

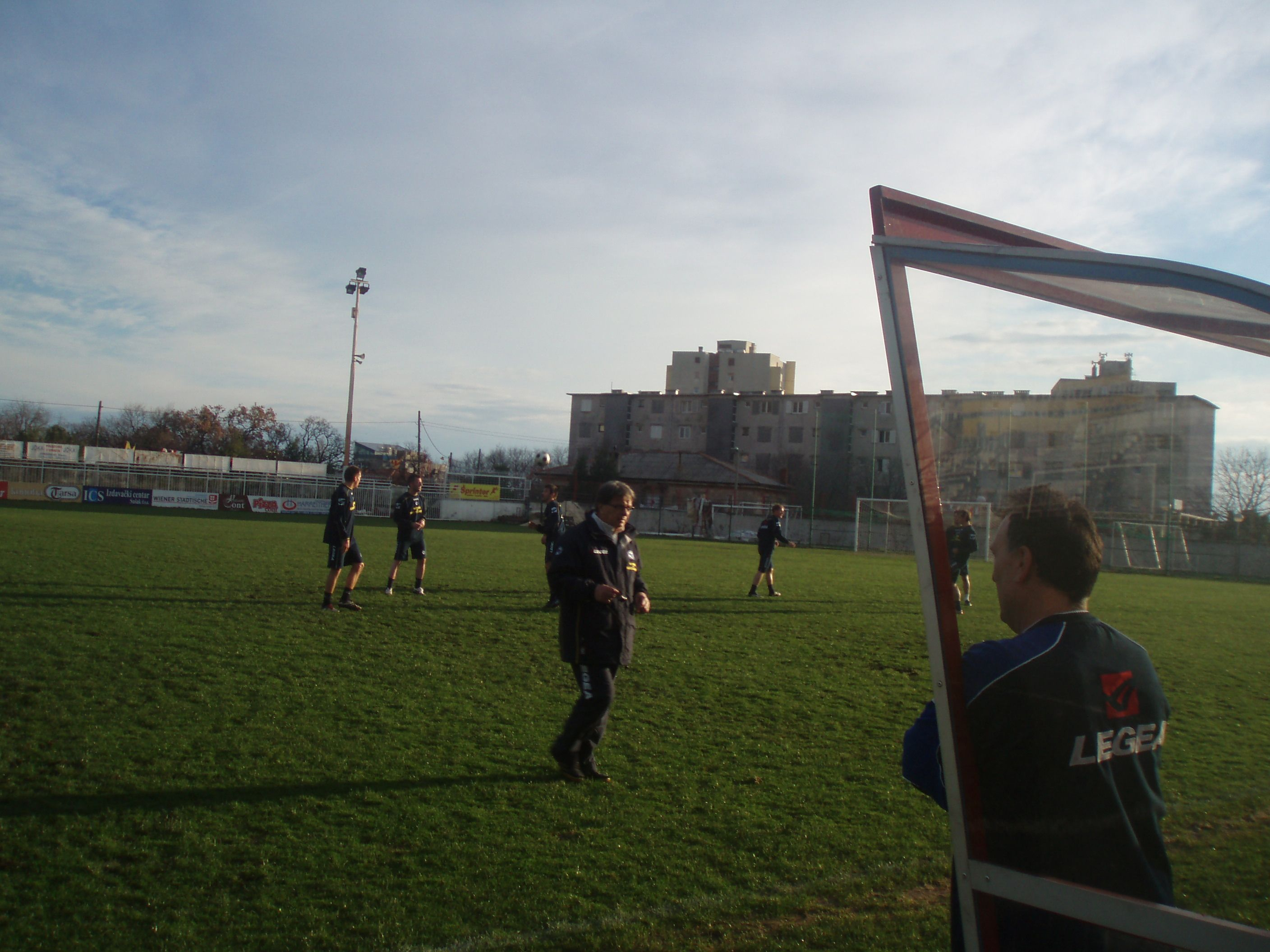
Stadion Krimeja, Rijeka

Stadion Krimeja – wieloużytkowy stadion znajdujący się w mieście Rijeka, w Chorwacji. Na tym stadionie swoje mecze rozgrywa drużyna piłkarska NK Orijent Rijeka. Stadion może pomieścić 7 000 widzów.